# DR řada E 42
Řada E 42, resp. od roku 1970 242 Deutsche Reichsbahn bývalé NDR je elektrická lokomotiva určená především pro nákladní dopravu a osobní vlaky. Je pomalejší variantou lokomotivy řady E 11. Několik lokomotiv bylo ještě do roku 1992 nasazeno v provozu DB AG. Několik lokomotiv této řady bylo provozováno i ve Švýcarsku.

## Konstrukce

### Mechanická část
Podvozky jsou svařované konstrukce ze skříňových nosníků. Na příčníku jsou zavěšeny tlapové motory. Přenos tažných sil je uskutečněn přes otočný čep. Podvozky jsou vzájemně propojeny mezipodvozkovou vazbou pro snížení opotřebení při průjezdu obloukem.
Rám lokomotivy je taktéž svařované konstrukce. Podlahové plechy stanoviště i strojovny jsou součástí rámu. Lokomotivní skříň je samonosná lehká konstrukce a je k rámu přivařena.
Lokomotiva je vybavena samočinnou tlakovou brzdou, přímočinnou brzdou a vřetenovou ruční brzdou.

### Elektrická část
Na střeše lokomotivy jsou umístěny dva pantografové sběrače se dvěma kontaktními lištami. Hlavní vypínač je tlakový, je schopen rozepnout výkon 200 MVA. Transformátor je plášťový, vzduchem chlazený. Má 15 vývodů pro trakci, dva pro topení vlaku a jeden pro pomocné pohony. Přepínač odboček má 14 jízdních stupňů. Cize chlazené dvanáctipólové jednofázové sériové motory mají kompenzační i komutační vinutí.

### Výkon
Dle zadání měly lokomotivy ř. E 42 utáhnout na rovině vlak o hmotnosti 1.800 t rychlostí 80 km/h a na stoupání 5 ‰ nákladní vlak o hmotnosti 1.000 t rychlostí 60 km/h nebo osobní vlak o hmotnosti 500 t rychlostí 90 km/h. Ve skutečnosti byly dosažené hodnoty ještě lepší – na rovině utáhly požadovanou rychlostí vlak o hmotnosti 1.900 t a na stoupání 5 ‰ tisícitunový vlak osmdesátikilometrovou rychlostí a rychlostí 90 km/h vlak o hmotnosti 825 t. .

## Vznik a vývoj

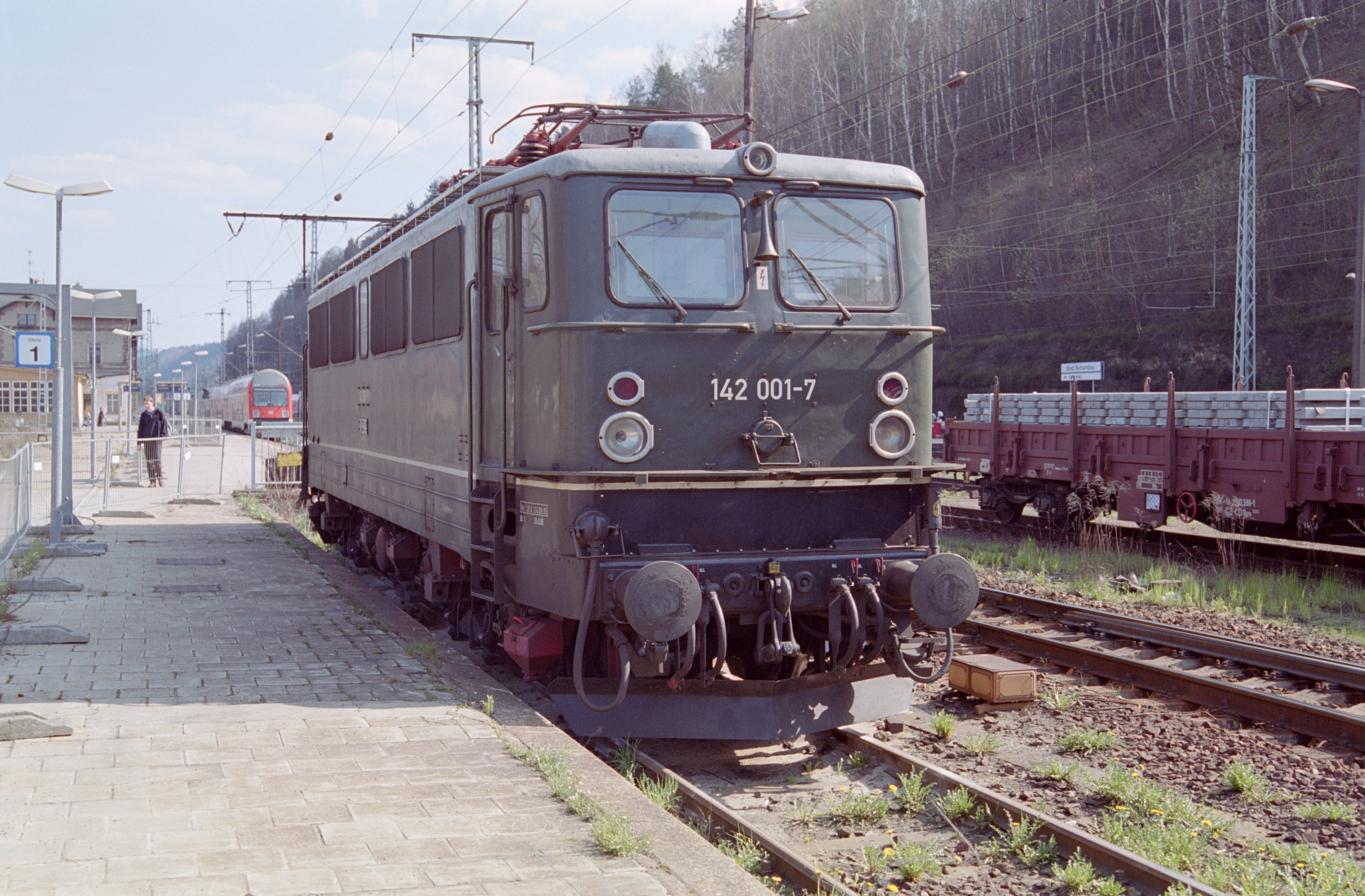
142 001 v původních barvách

První dva prototypy (E 42 001 a 002) dodala firma LEW Hennigsdorf v roce 1962. V následujícím roce započala sériová výroba – do roku 1976 bylo dodáno celkem 292 strojů. Vedle nasazení v nákladní dopravě a na osobních vlacích byly nasazeny i v sítích lipského a drážďanského S-Bahnu.
V průběhu dodávek provedl výrobce na lokomotivách některé konstrukční změny, ty se ovšem neosvědčily a lokomotivy byly uváděny do podoby staršího provedení.

## Přestavby
Některé lokomotivy ř. E 42 byly podle potřeb provozu přestavěny na řadu 211 (E 11 po přeznačení). Po dodávkách řady 243 se naopak přebytečnými staly některé lokomotivy řady 211, takže DR měla k 1. 1. 1992 ve stavu 305 strojů ř. 242, resp. 142. V následujících letech již byly tyto lokomotivy většinou sešrotovány

## Nasazení ve Švýcarsku
18 lokomotiv bylo na přelomu let 1993/1994 prodáno do Švýcarska společnosti Lokoop - sdružení Mittelthurgaubahn (MThB), Südostbahn (SOB) a Reisebüro Mittelthurgau (RMT). Lokomotivy prošly opravou, při které byl sejmut jeden sběrač a na jeho místo dosazen odporník elektrodynamické brzdy, bylo jim dosazeno násobné řízení firmy Stadler Rail AG a byly nasazeny do nákladní dopravy na východě Švýcarska jako řada Ae 477 (později Ae 476). Po fúzi SOB s BT ovšem nová SOB ze sdružení vystoupila, MThB upadla do finančních problémů a byla zlikvidována a lokomotivy se staly přebytečnými. Všech 18 lokomotiv zakoupila v roce 2003 německá společnost Westfälische Almetalbahn GmbH (WAB) a provozuje je po celém území Německa. Počátkem roku 2008 opustila Švýcarsko poslední lokomotiva bývalé řady 242 - Ae 476 012 (ex Ae 476 468 ex DB 142 042). Tato lokomotiva byla do Švýcarska zakoupena jako první - samostatně společností SOB mimo Lokoop.

## Muzejní lokomotiva
V současné době existuje jediný muzejní stroj. Spolek Thüringer Eisenbahnverein e.V. (TEV – Duryńský železniční spolek) získal v roce 1998 od DB AG stroj 242 151. Po opravě byla pronajata švýcarské Centralbahn AG